# Захват Оттоманского банка в Стамбуле (1896)

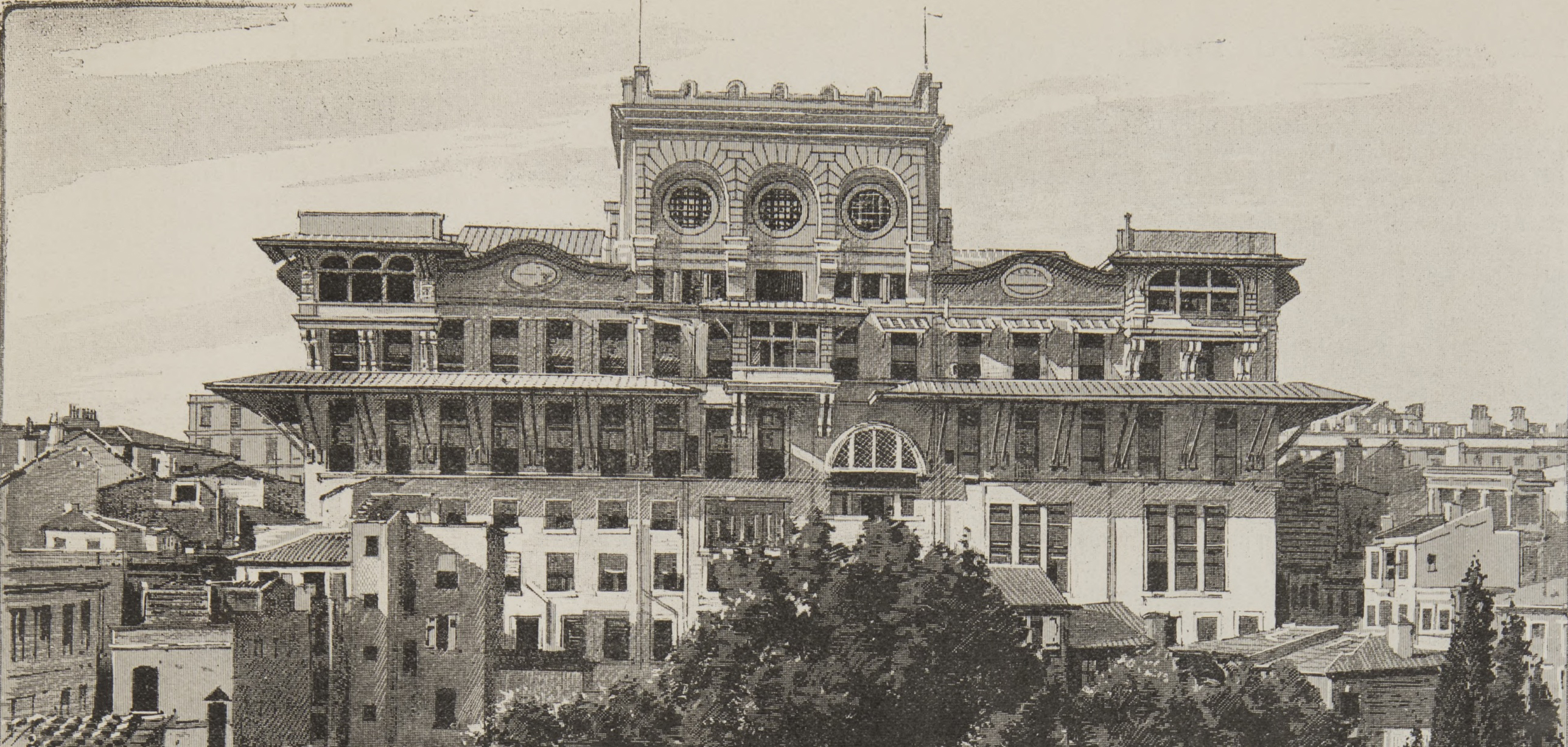
Здание Оттоманского банка в Стамбуле

Захват Османского банка в Стамбуле — акция организации Дашнакцутюн 26 августа 1896 года. Чтобы привлечь внимание мирового сообщества к армянскому вопросу после погромов и массовых убийств армян Абдул-Хамидом II, 28 вооружённых людей под предводительством Армена Гаро и Бабкена Сюни захватили банк, в котором было много служащих из Британской империи и Франции. Захват длился примерно 14 часов. Это была одна из самых громких акций Дашнакцутюна.

## Хронология событий
Целью акции было привлечь внимание держав к армянскому вопросу: группа угрожала взорвать Оттоманский банк, если Турцию не заставят провести реформы в Армении. Армен Гаро, наряду с Бабкеном Сюни, был одним из организаторов операции. Партию оружия им доставил болгарский революционер Наум Тюфекчиев. Нападение произошло 26 августа 1896 года около 13:00, Гаро явился к банку за 10 минут до начала акции. Его главной задачей было воспрепятствовать бегству банковских служащих и посетителей (необходимых нападавшим в качестве заложников). Группа угрожала взорвать банк, если Турцию не заставят провести реформы в Армении. После гибели Бабкена Сюни возглавил группу Гаро.
Утром 27 августа дашнаки покинули Оттоманский банк под гарантии русского посла Максимова (данные от имени всех держав). Они были доставлены французским пароходом в Марсель.

## Последствия
В результате захвата погибли 10 нападавших и турецких солдат. После освобождения банка по Стамбулу прокатилась волна армянских погромов, никак не сдержанных властями, в течение следующих двух суток были убиты 3000—4000 армян, всего число жертв оценивают в 6000—7000.
Участники акции были доставлены французским пароходом в Марсель. Гаро намеревался продолжать обучение во Франции, но был выслан оттуда по требованию министра иностранных дел Аното, как участник захвата Оттоманского банка.